# Heinrich Kellner (Missionar)
Heinrich Kellner MSC (* 27. September 1907 in Magdeburg; † 17. April 1936 in China) war ein deutscher Ordensgeistlicher, Missionar und Märtyrer.

## Leben
Heinrich Kellner besuchte das Gymnasium in Stendal. Ab der Obersekunda wechselte er in die Apostolische Schule in Hiltrup, wo er 1926 Abitur machte. Er begann in Herten das Noviziat der Herz-Jesu-Missionare, das nach Vussem umzog, wo er am 30. September 1927 seine ersten Gelübde ablegte. Er studierte Philosophie an der Hochschule im Kloster Haus Freudenberg in Kleve und ab 1929 Theologie an der Gregoriana in Rom. Am 24. Juli 1932 wurde er zum Priester geweiht. 
Nach Beendigung des Studiums in Rom im Sommer 1933 ging er in die China-Mission nach Shiqian. Dort geriet er in die Gewalt der Roten Armee und wurde auf dem Langen Marsch, zusammen mit dem protestantischen Missionar Rudolf Alfred Bosshardt (1897–1993), als Geisel mitgenommen. Nach der Freilassung Bosshardts, der über seine Erlebnisse ein Buch veröffentlichte, wurde Kellner krank und verstarb mangels Medikamenten innerhalb weniger Tage. Sein Leichnam ist verschollen.

## Gedenken
Die Römisch-katholische Kirche in Deutschland hat Pater Heinrich Kellner als Märtyrer in das deutsche Martyrologium des 20. Jahrhunderts aufgenommen.